# Michael Ende
Michael Andreas Helmuth Ende (Garmisch-Partenkirchen, Baviera, 12 de noviembre de 1929-Filderstadt, Baden-Wurtemberg, 28 de agosto de 1995) fue un escritor alemán de literatura infantil y fantástica. Sus obras más conocidas son las novelas La historia interminable, Momo y Jim Botón y Lucas el maquinista. Sus libros se han traducido a más de cuarenta idiomas, han vendido más de treinta y cinco millones de ejemplares y han inspirado películas, obras de teatro y óperas. Ende fue uno de los autores alemanes más populares y famosos del siglo XX, sobre todo debido al enorme éxito de su ficción para niños. También publicó libros para adultos.

## Biografía

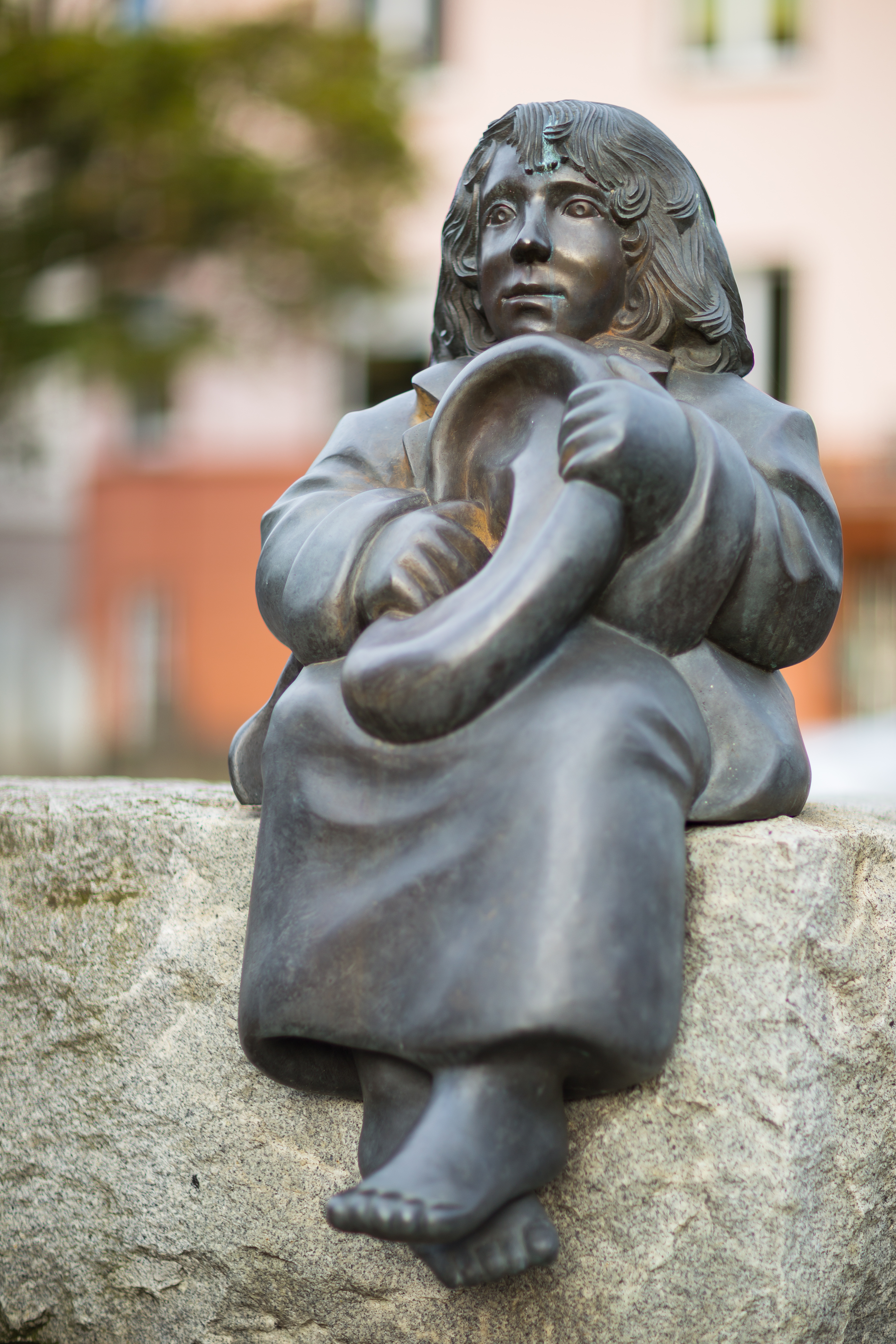
Momo, uno de sus personajes más famosos.
Escultura por Ulrike Enders ubicada en Hannover.

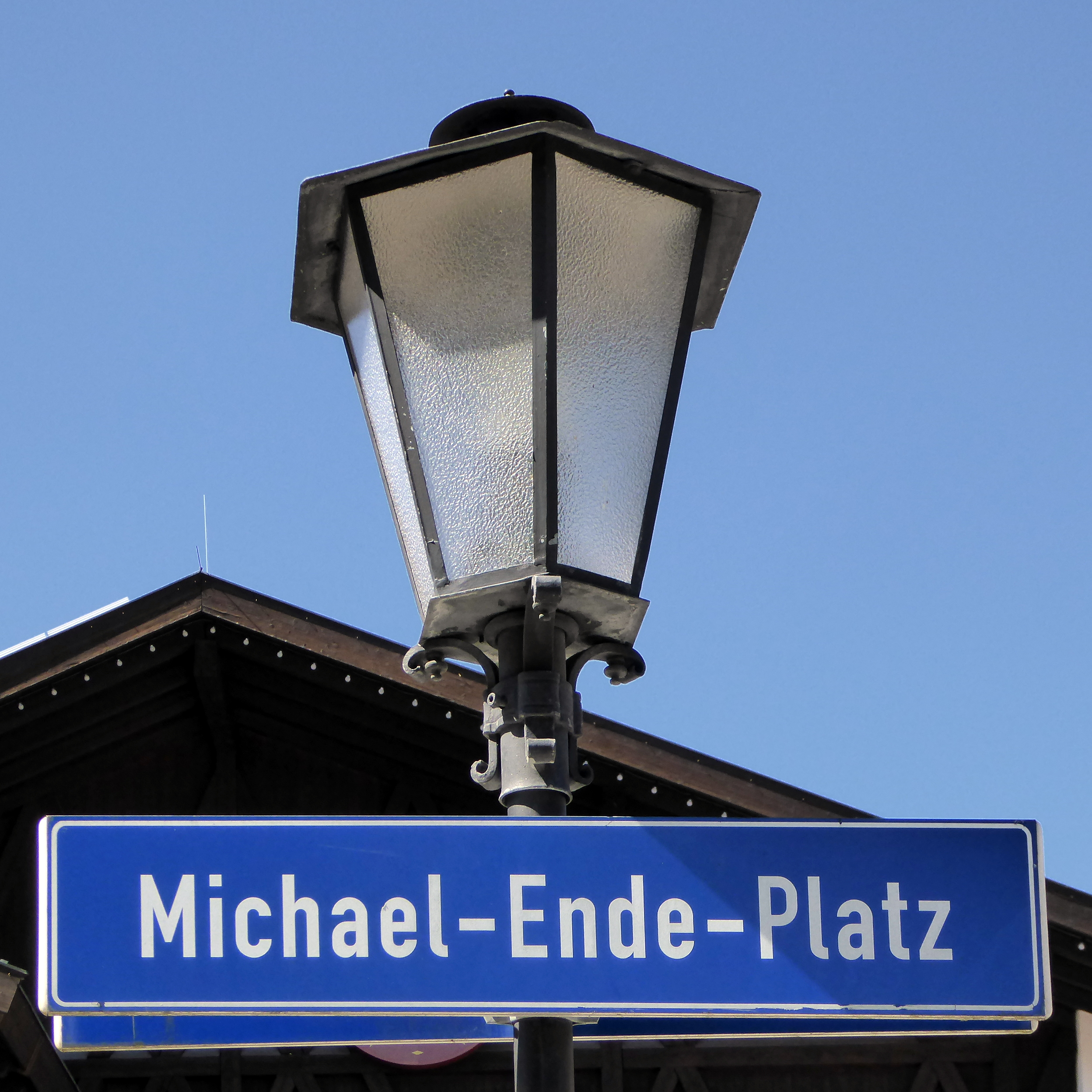
Plaza Michael Ende en Garmisch-Partenkirchen

Hijo único del pintor surrealista Edgar Ende y de Luise Bartholomä, una fisioterapeuta. Su infancia estuvo marcada por el ambiente artístico y bohemio en que se movía su padre. En su juventud participó en una agrupación antinazi llamada "Frente Libre Bávaro" mientras era estudiante, pero debió suspender sus estudios para servir al ejército alemán. Tiempo después, su familia se mudó a una zona de artistas en Múnich, lo cual sería una gran influencia para Ende más tarde. Entre 1947 y 1950 estudió interpretación en la escuela de Otto Falckenburg, en Múnich.
Comenzó a escribir relatos de corte infantil y juvenil a principios de los años 50. Trabajó como actor, guionista de espectáculos de cabaret y como escritor de críticas cinematográficas. Logró popularidad en su país con la obra Jim Botón y Lucas el Maquinista (1960) una novela fantástica que le mereció el premio Deutscher Jugendbuchpreis como mejor libro alemán del año para público infantil. En 1962 publicó la segunda parte, Jim Botón y los 13 salvajes.Posteriormente contrajo matrimonio con Ingeborg Hoffman, la cual era cantante y con quien viviría en Roma. Ingeborg falleció en 1985 debido a un cáncer. Cuatro años después, Ende se casaría por segunda vez con la japonesa Mariko Sato. 
Su obra se enmarca en el género fantástico. Ha conseguido fama universal con libros como Momo (1973) y La historia interminable (1979), ambas llevadas al cine. El primero narra las aventuras de una niña que se enfrenta a los hombres grises que le roban el tiempo a los hombres (una historia fantástica que tiene cortes surrealistas y metafísicos). El segundo es un libro que habla de un libro. Es la historia de Bastián Baltasar Bux, quien al robar un libro descubre que el libro habla de él y es absorbido por su trama. Esta obra fue llevada al cine en tres ocasiones, la primera vez en 1984, modificando muchos aspectos del libro, por lo que Ende manifestó su descontentó. Aun así fue un éxito de taquilla.
Sus libros tienen nombres llamativos y extraños. Algunos de los más destacados son El libro de los monicacos (1969), Tragasueños (1978), Jojo: Historia de un saltimbanqui (obra de teatro, 1982), El Goggolori (1984), El espejo en el espejo (1986), El ponche de los deseos (1989) y Carpeta de apuntes (1994), que contiene algunos ensayos autobiográficos con algunos relatos fantásticos y de aventura.
En el año 1992 se le diagnosticó un cáncer de estómago que acabó con su vida al cabo de tres años. Michael Ende falleció a la edad de 65 años, en Filderstadt (Alemania), el 28 de agosto de 1995.

## Cronología
- 1947: Entra en la escuela antroposófica del filósofo Rudolf Steiner, en Stuttgart.[2] Escribe ese año su primera obra de teatro, Ya es la hora, dedicada a la matanza de Hiroshima.
- 1948: Entra en la Escuela de Teatro de Cámara, de Otto Falckenberg, en Múnich. Fue actor profesional y crítico de cine.
- 1955: Escribe la obra de teatro El Feo.
- 1960: Su primera obra de éxito, Jim Botón y Lucas el maquinista se publica después de haber sido rechazada durante dos años. Le vale el "Premio de Literatura Infantil de Alemania".[10]
- 1964: Se casa, en Roma con la cantante Ingeborg Hoffmann, a la que había conocido en 1949.
- 1973: Publica Momo, aunque con grandes dificultades debido a la dura crítica social que entraña la historia. En 1974 la obra fue galardonada con el "Premio de Literatura Adolescente de Alemania".
- 1979: Publica con gran éxito La historia interminable. Recibió el "Premio Janusz Korczak".
- 1982: Firma un contrato para la producción cinematográfica de La historia interminable, sin conocer todos los detalles del documento legal. Cuando se da cuenta de que se había cambiado la historia, quiere evitar que constara su nombre, sin conseguirlo. Mantuvo un pleito contra los productores, que finalmente perdió, en 1985.[11]
- 1985: Muere su esposa a causa de un cáncer de pulmón.
- 1989: Se casa con la japonesa Mariko Sato.[12]
- 1992: Se le diagnostica cáncer de estómago.
- 1995: Michael Ende muere en Filderstadt el 28 de agosto.
- 1998: La "Bibliothek für internationale Kinder- und Jugendliteratur" (Múnich, Alemania) inaugura el Michael Ende Museum. Los visitantes pueden ver obras del autor en diversos idiomas, manuscritos, pinturas de su padre, libros de su biblioteca privada, etc. Ende era un coleccionista de figuras de tortugas hechas de toda clase de materiales.

## Obras

### Novelas infantiles
- Jim Botón y Lucas el maquinista (Jim Knopf und Lukas der Lokomotivführer) (1960), ISBN 3-522-17650-2
- Jim Botón y los 13 salvajes (Jim Knopf und die Wilde 13) (1962), ISBN 3-522-17651-0

- Momo (Momo, o Momo oder Die seltsame Geschichte von den Zeit-Dieben und von dem Kind, das den Menschen die gestohlene Zeit zurückbrachte) (1973), ISBN 3-522-11940-1
- La historia interminable (Die unendliche Geschichte) (1979), ISBN 3-522-17684-7
- El ponche de los deseos (Der satanarchäolügenialkohöllische Wunschpunsch) (1989), ISBN 3-522-16610-8
- Rodrigo Bandido y Chiquillo, su escudero (Rodrigo Raubein und Knirps, sein Knappe) (2019), con Wieland Freund, ISBN 978-3-522-18500-4; novela iniciada por Ende y desarrollada y concluida por Freund.

### Cuentos infantiles
- "Tranquila Trabalenguas, la tortuga tenaz", o "Tranquila Tragaleguas, la tortuga cabezota" ("Tranquilla Trampeltreu, die beharrliche Schildkröte") (1972), ISBN 3-522-41030-0
- "El pequeño títere", o "El muñequito de trapo" ("Das kleine Lumpenkasperle") (1975), ISBN 3-522-43537-0
- "Liri Loré Willi Porqué" ("Lirum Larum Willi Warum") (1978), ISBN 3-87838-231-6
- "Tragasueños" ("Das Traumfresserchen") (1978), ISBN 3-522-41500-0
- "El dragón y la mariposa", o "El dragón y la mariposa o El extraño cambio" ("Der Lindwurm und der Schmetterling oder Der seltsame Tausch") (1981), ISBN 3-522-43495-1
- "Filemón el Arrugado" ("Filemon Faltenreich") (1984), ISBN 3-522-43483-8
- "Norberto Nucagorda o El rinoceronte desnudo" ("Norbert Nackendick oder Das nackte Nashorn") (1984), ISBN 3-522-42430-1, basado en su obra de teatro Die Ballade von Norbert Nackendick; oder das nackte Nashom
- "El teatro de sombras de Ofelia" ("Ophelias Schattentheater") (1988), ISBN 3-522-42520-0
- "La historia de la sopera y el cazo", o "La sopera y el cazo" ("Die Geschichte von der Schüssel und vom Löffel") (1990), ISBN 3-522-14870-3
- "El secreto de Lena" ("Lenchens Geheimnis") (1991), ISBN 3-522-16690-6
- "El largo camino de Santa Cruz", o "El largo camino hacia Santa Cruz" ("Der lange Weg nach Santa Cruz") (1992), ISBN 3-522-16809-7
- "El osito de peluche y los animales", o "El osito de peluche y otros animales" ("Der Teddy und die Tiere") (1993), ISBN 3-522-43138-3
- "En lugar de prólogo: para ser más exactos" ("Anstelle eines Vorworts: Genau genommen") (1994)
- "La escuela de magia" ("Die Zauberschule im Wünschelreich") (1994)
- "La historia del deseo de todos lo deseos" ("Die Geschichte vom Wunsch aller Wünsche") (1994)
- "Moni pinta una obra de arte" ("Moni malt ein Meisterwerk") (1994)
- "No importa" ("Macht nichts") (1994)
- "Tontolico y Tontiloco" ("Nieselpriem und Naselküss") (1994)
- "Una historia de trabalenguas" ("Eine Zungenbrechergeschichte") (1994)
- "Una mala noche" ("Eine schlimme Nacht") (1994)

#### Colecciones
- Los mejores cuentos de Michael Ende (Die Zauberschule und andere Geschichten) (1994),[n. 1] colección de 20 cuentos:
"Anstelle eines Vorworts: Genau genommen", "Die Zauberschule im Wünschelreich", "Tranquilla Trampeltreu, die beharrliche Schildkröte", "Das kleine Lumpenkasperle", "Lenchens Geheimnis", "Die Geschichte vom Wunsch aller Wünsche", "Norbert Nackendick oder Das nackte Nashorn", "Macht nichts", "Nieselpriem und Naselküss", "Eine Zungenbrechergeschichte", "Lirum Larum Willi Warum", "Moni malt ein Meisterwerk", "Die Geschichte von der Schüssel und vom Löffel", "Der Teddy und die Tiere", "Der lange Weg nach Santa Cruz", "Der Lindwurm und der Schmetterling oder Der seltsame Tausch", "Filemon Faltenreich", "Eine schlimme Nacht", "Das Traumfresserchen", "Ophelias Schattentheater"

### Cuentos para adultos

#### Colecciones
- El espejo en el espejo. Un laberinto (Der Spiegel im Spiegel. Ein Labyrinth) (1984), colección de 30 cuentos, ISBN 3-423-13503-4:
"Verzeih mir, ich kann nicht lauter sprechen", "Der Sohn hatte sich unter der kundigen Anleitung", "Die Mansarde ist himmelblau", "Die Bahnhofskathedrale stand auf einer großen Scholle", "Schweres schwarzes Tuch", "Die Dame schob den schwarzen Vorhang ihres Kutschenfensters beiseite", "Der Zeuge gibt an, er habe sich auf einer nächtlichen Wiese befunden", "Der marmorbleiche Engel saß unter den Zuhörern im Gerichtssaal", "Moordunkel ist das Gesicht der Mutter", "Langsam wie ein Planet sich dreht, dreht sich der große runde Tisch", "Das Innere eines Gesichts mit geschlossenen Augen, sonst nichts", "Die Brücke, an der wir schon seit vielen Jahrhunderten bauen", "Es ist ein Zimmer und zugleich eine Wüste", "Die Hochzeitsgäste waren tanzende Flammen", "Über die weite graue Fläche des Himmels glitt ein Schlittschuhläufer dahin", "Dieses Heer besteht nur aus Buchstaben", "Eigentlich ging es um die Schafe", "Mann und Frau wollen eine Ausstellung besuchen", "Dem jungen Arzt war gestattet worden", "Nach Bureauschluss", "Der Bordellpalast auf dem Berge erstrahlte in dieser Nacht", "Der Weltreisende beschloß seine Wanderung", "An diesem Abend konnte der alte Seefahrer den ununterbrochenen Wind nicht mehr ertragen", "Unter einem schwarzen Himmel liegt ein unbewohnbares Land", "Hand in Hand gehen zwei eine Straße hinunter", "Im Klassenzimmer regnete es unaufhörlich", "Im Korridor der Schauspieler trafen wir einige hundert Wartende", "Das Feuer wurde von neuem eröffnet", "Der Zirkus brennt", "Ein Winterabend"
- La prisión de la libertad (Das Gefängnis der Freiheit) (1992), colección de 8 cuentos, ISBN 3-492-24990-6
"Einer langen Reise Ziel", "Der Korridor des Borromeo Colmi", "Das Haus an der Peripherie", "Zugegeben etwas klein", "Die Katakomben von Misraim", "Aus den Aufzeichnungen des Traumweltreisenden Max Muto", "Das Gefängnis der Freiheit", "Die Legende vom Wegweiser"

#### No publicados en colecciones
- La leyenda de la luna llena (Die Vollmondlegende) (1993), ISBN 3-492-71460-9

### Obras de teatro
- Die Spielverderber oder: Das Erbe der Narren (1967)
- Ein sehr kurzes Märchen (1976), basada en el cuento "Hansel y Gretel"
- Momo und die Zeitdiebe (1978), ópera basada en la novela Momo
- Die Ballade von Norbert Nackendick; oder das nackte Nashom (1982)
- Die zerstreute Brillenschlange (1982)
- Jojo, historia de un saltimbanqui (Das Gauklermärchen) (1982)
- El Goggolori (Der Goggolori) (1984), ópera
- Die Jagd nach dem Schlarg (1988), ópera basada en el poema La caza del Snark de Lewis Carroll
- Das Traumfresserchen (1991), ópera basada en el cuento "Tragasueños"
- Der Rattenfänger: ein Hamelner Totentanz. Oper in elf Bildern (1993), ópera
- Die Geschichte von der Schüssel und vom Löffel (1998), ópera basada en el cuento "La historia de la sopera y el cazo"

### Poemas
- El libro de los monicacos (Das Schnurpsenbuch) (1969), ISBN 3-522-12890-7
- La máquina de coser sombras (Die Schattennähmaschine) (1982), ISBN 3-522-12790-0
- Trödelmarkt der Träume: Mitternachtslieder und leise Balladen (1986), colección de poemas y canciones, ISBN 3-492-24798-9

### No ficción
- Edgar Ende (1971)
- Phantasie / Kultur / Politik. Protokoll eines Gesprächs (1982), con Erhard Eppler y Hanne Tächl, ISBN 3-522-70020-1, opinión
- Die Archäologie der Dunkelheit. Gespräche über Kunst und das Werk des Malers Edgar Ende (1985), con Jörg Krichbaum, ISBN 3-522-70190-9, arte
- Serie Kunst und Politik – ein Gespräch (arte):
  1. Kunst und Politik – ein Gespräch (1989), con Joseph Beuys, ISBN 3-928780-48-4
  2. Kunst und Politik – Gesprächsfortsetzung (2011), con Joseph Beuys, ISBN 978-3-928780-53-7
- Carpeta de apuntes (Michael Endes Zettelkasten: Skizzen und Notizen) (1994), ISBN 3-492-26356-9, recopilación de cuentos, poemas, ensayos, aforismos, notas, cartas, borradores, meditaciones y curiosidades
- Monogatari no yohaku (Der weiße Rand einer Geschichte) - ein Gespräch von Michael Ende/Toshio Tamura (2000), con Toshio Tamura, opinión, publicado póstumamente
- Die Rüpelschule (2002), con Volker Fredrich, ISBN 3-522-43381-5, guía publicada póstumamente
- Das große Michael Ende Lesebuch (2004), literatura, publicado póstumamente

## Adaptaciones
- Jim Knopf und Lukas der Lokomotivführer (1961), serie animada dirigida por Harald Schäfer, basada en la novela infantil Jim Botón y Lucas el maquinista
- Jim Knopf und die wilde 13 (1962), serie animada dirigida por Harald Schäfer, basada en la novela infantil Jim Botón y los 13 salvajes
- Jim Knopf und Lukas, der Lokomotivführer (1970, telefilme dirigido por Günther Meyer-Goldenstädt y Eberhard Möbius, basada en la novela infantil Jim Botón y Lucas el maquinista
- Jim Knopf und Lukas der Lokomotivführer (1977), serie animada dirigida por Manfred Jenning, basada en la novela infantil Jim Botón y Lucas el maquinista
- Jim Knopf und die wilde 13 (1978), serie animada dirigida por Manfred Jenning, basada en la novela infantil Jim Botón y los 13 salvajes
- Die unendliche Geschichte (1984), película dirigida por Wolfgang Petersen, basada en la novela infantil La historia interminable
- Momo (1986), película dirigida por Johannes Schaaf, basada en la novela infantil Momo
- The Neverending Story II: The Next Chapter (1990), película dirigida por George T. Miller, basada en la novela infantil La historia interminable
- The Neverending Story III: Escape from Fantasia (1994), película dirigida por Peter MacDonald, basada en la novela infantil La historia interminable
- The Neverending Story (1995-1996), serie animada dirigida por Marc Boreal y Mike Fallows, basada en la novela infantil La historia interminable
- Jim Button (1999-2001), serie animada dirigida por Bruno Bianchi, André Leduc, Jan Nonhof y Jean-Michel Spiner basada en la serie de novelas infantiles Jim Botón
- Wunschpunsch (2000-2002), serie animada dirigida por Philippe Amador, basada en la novela infantil El ponche de los deseos
- Momo, una aventura a contrarreloj (2001), película animada dirigida por Enzo D'Alò, basada en la novela infantil Momo
- Tales from the Neverending Story (2001-2004), serie dirigida por Giles Walker y Adam Weissman, basada en la novela infantil La historia interminable
- Momo (2003), serie animada dirigida por Cohem Burke y Colum Burke, basada en la novela infantil Momo
- Kathedralen (2013), cortometraje documental dirigido por Konrad Kästner, basado en el cuento "Die Bahnhofskathedrale stand auf einer großen Scholle"
- Legend of Raana (2014), miniserie animada dirigida por Majid Ahmady, basada en la novela infantil Momo
- Jim Knopf & Lukas der Lokomotivführer (2018), película dirigida por Dennis Gansel, basada en la novela infantil Jim Botón y Lucas el maquinista
- Jim Knopf und die Wilde 13 (2020), película dirigida por Dennis Gansel, basada en la novela infantil Jim Botón y los 13 salvajes